# Щедрик ефіопський
Щедрик ефіопський (Serinus nigriceps) — вид горобцеподібних птахів родини в'юркових (Fringillidae). Ендемік Ефіопії.

## Поширення і екологія
Ефіопські щедрики мешкають у високогір'ях Ефіопського нагір'я. Вони живуть на високогірних луках і пустищах. Зустрічаються парами або невеликими зграйками, на висоті від 1800 до 4100 м над рівнем моря. Живляться насінням трав, а також ягодами, плодами, бруньками, суцвіттями і дрібними комахами. Сезон розмноження триває з травня по червень та з серпня по жовтень. Моногамні, самиці будують чашоподібне гніздо та насиджують 3-4 яйця. а самці охороняють гніздо та шукають їжу.